# Morinda debilis
Morinda debilis är en måreväxtart som först beskrevs av Noel Yvri Sandwith, och fick sitt nu gällande namn av Julian Alfred Steyermark. Morinda debilis ingår i släktet Morinda och familjen måreväxter. Inga underarter finns listade i Catalogue of Life.